# Bergisch-Marks voetbalkampioenschap
Het Bergisch-Marks voetbalkampioenschap was een van de regionale voetbalcompetities van de West-Duitse voetbalbond, die bestond van 1919 tot 1933. In 1933 werden alle competities van de West-Duitse voetbalbond ontbonden door de NSDAP.
Van 1920 tot 1922 speelden een aantal teams in de competitie die daarna werden overgeheveld naar andere competities.

## Erelijst
- 1920 TuRU 1880 Düsseldorf
- 1921 Duisburger SpV
- 1922 Duisburger FV 08
- 1923 TuRU 1880 Düsseldorf
- 1924 TuRU 1880 Düsseldorf
- 1925 Düsseldorfer SC 1899
- 1926 TuRU 1880 Düsseldorf
- 1927 Düsseldorfer TSV Fortuna 1895
- 1928 Sportfreunde Schwarz-Weiß Barmen
- 1929 Düsseldorfer TSV Fortuna 1895
- 1930 VfL Benrath 06
- 1931 Düsseldorfer TSV Fortuna 1895
- 1932 Sportfreunde Schwarz-Weiß Barmen
- 1933 Düsseldorfer TSV Fortuna 1895

## Eeuwige ranglijst
| Club                             | /14 |
| -------------------------------- | --- |
| TuRU 1880 Düsseldorf             | 14  |
| Düsseldorfer SC 1899             | 14  |
| SSV 1904 Elberfeld               | 14  |
| BV 04 Düsseldorf                 | 13  |
| Düsseldorfer TSV Fortuna 1895    | 12  |
| BC 05 Düsseldorf                 | 11  |
| FC Solingen 95                   | 10  |
| Sportfreunde Schwarz-Weiß Barmen | 9   |
| Cronenberger SC 02               | 8   |
| VfB Marathon 06 Remscheid        | 8   |
| SC Sonnborn 07                   | 7   |
| SpVgg 1904 Ratingen              | 7   |
| VfL Benrath 06                   | 7   |
| TSV Eller 04                     | 7   |
| Düsseldorfer SC Viktoria 02      | 6   |
| SV Germania 07 Elberfeld         | 6   |
| 1. SpVgg 1903 Solingen-Gräfrath  | 5   |
| SSV Barmen                       | 5   |
| TuSV 1872 Barmen                 | 4   |
| VfR 08 Gerresheim                | 4   |
| VfR Ohligs                       | 4   |
| VfB Hilden 03                    | 3   |
| SuS Oberkassel                   | 3   |
| Schwelmer FC 1906                | 3   |
| Düsseldorfer TV 1847             | 2   |
| TSV Hagen 1860                   | 2   |

| Club                          | /14 |
| ----------------------------- | --- |
| VfB Barmen                    | 2   |
| Duisburger SpV                | 2   |
| Duisburger FV 08              | 2   |
| Eppenhausener FC 1911         | 2   |
| TuS Gevelsberg                | 2   |
| SG 1906 Langerfeld            | 2   |
| BV Germania 1910 Küllenhahn   | 2   |
| SC Schwarz-Weiß 06 Düsseldorf | 2   |
| BV 08 Lüttringhausen          | 2   |
| VfvB Ruhrort 1900             | 1   |
| Meidericher SpV 02            | 1   |
| TuBo Duisburg 48              | 1   |
| SVgg Meiderich 06             | 1   |
| SV Viktoria 1899 Duisburg     | 1   |
| BV Beeck 05                   | 1   |
| Duisburger SC Preußen         | 1   |
| Homberger SpV 03              | 1   |
| BV Solingen 98                | 1   |
| FC Jahn Siegen                | 1   |
| VfB Weidenau                  | 1   |
| Siegener SV 1907              | 1   |
| SV Hüsten 09                  | 1   |
| FC 1906 Eiserfeld             | 1   |
| SpV 1910 Weyer                | 1   |
| Ohligser FC 06                | 1   |